# Toxin
Toxin, il cui vero nome è Patrick Mulligan, è un personaggio dei fumetti statunitensi creato da Peter Milligan e Clayton Crain, pubblicato dalla Marvel Comics. Compare la prima volta come Patrick Mulligan in Venom/Carnage n. 1 (2004), quindi trasformato in Toxin in Venom/Carnage n. 2.
Terzo simbionte tra i personaggi principali delle serie dedicate all'Uomo Ragno, è il primo che quest'ultimo considera un alleato.

## Biografia

### Il nuovo simbionte
Toxin è figlio di Carnage ed è il millesimo esemplare della sua razza. Quando suo padre lo vide per la prima volta pensò di ucciderlo impedendogli di entrare in simbiosi con qualcuno; Venom, tuttavia, lo aiutò in modo da renderlo suo alleato contro Carnage e l'Uomo Ragno e lo fece entrare in simbiosi con un poliziotto di nome Patrick Mulligan.

### Patrick Mulligan
Mulligan è un poliziotto felicemente sposato con Gina, dalla quale aspetta un figlio; la sua vita viene tuttavia sconvolta quando scopre di essere entrato in simbiosi con il figlio di Carnage: durante uno scontro con quest'ultimo, infatti, entra in contatto con una parte del suo costume diventando Toxin.
Dopo la nascita di suo figlio, Patrick raggiunge Carnage e, sfruttando il potere del simbionte, riesce a sconfiggerlo ma decide di risparmiarlo; non riuscendo ad accettare la sconfitta, Carnage si allea con Venom per uccidere Toxin, ma in aiuto di quest'ultimo arrivano l'Uomo Ragno e la Gatta Nera, che insieme sconfiggono i due simbionti. Toxin mette il suo nuovo alleato al corrente di ciò che è accaduto e questi, considerandolo un amico, gli passa le famose parole di zio Ben: «Da un grande potere derivano grandi responsabilità». Mulligan promette quindi di usare il simbionte a fin di bene ma, avendo preso coscienza di essere diventato un mostro e un pericolo per la sua famiglia, decide di abbandonare sua moglie e il figlio appena nato e si allontana da New York senza dare alcuna spiegazione.
Nella miniserie a lui dedicata Toxin combatte insieme all'Uomo Ragno e ai Nuovi Vendicatori contro diversi nemici tra cui Razor Fist, l'assassino del padre di Mulligan; durante l'ultimo scontro Toxin ha la tentazione di ucciderlo, ma Patrick lo persuade e alla fine lo consegna alla polizia. In seguito a tale evento riuscirà a spiegare alla moglie il perché della sua partenza.
Durante una missione del nuovo Venom, Flash Thompson, si scopre che il simbionte è stato separato da Mulligan e utilizzato da Cuore Nero per potenziare alcuni cloni di X-23 per poi venire rubato da Jack Lanterna; questi lo porterà dal Signore del Crimine, che Venom vuole uccidere: il primo simbionte viene fermato da Eddie Brock, che però viene sconfitto e poi catturato dal Signore del Crimine, che lo farà entrare in simbiosi con Toxin contro la sua volontà. In Spiderman Universe 16 Flash e Toxin combattono per l'ultima volta e, con il trionfo di Venom, Toxin sembra morire bruciato mentre trascina con sé Brock, poco prima salvato da Venom.

### Eddie Brock
Quando l'Agente Venom viene incaricato dal Signore del Crimine di rubare il simbionte Toxin, Bennett Brant lo utilizza con l'intento di farlo entrare in simbiosi con il primo Venom, Eddie Brock, il quale aveva intrapreso una crociata contro i simbionti. Pur contro la sua volontà, Brock si lega al costume alieno ed entra a far parte dei Selvaggi Sei del Signore del Crimine, gruppo istituito con l'obiettivo primario di uccidere Flash Thompson. Il piano tuttavia fallisce e durante la battaglia finale Eddie riesce a scappare.
Toxin riappare soltanto qualche settimana dopo, nascosto in una casa, quando una squadra di militari riesce a scovarlo (rinvenendo dozzine di cadaveri sotto di lui) prima di essere anch'essa uccisa dal simbionte. Eddie si reca poi a casa di Flash Thompson con l'intenzione di ucciderlo; dopo aver scoperto che si è trasferito a Philadelphia si reca lì trovando però soltanto un uomo mutato dagli U-Foes in un mostro carnivoro (sfuggito a una battaglia con Flash) e ingaggia con lui un breve scontro, facendoselo però scappare; decide poi di pedinarlo per trovare Venom e l'espediente riesce. Nonostante stia per avere la meglio contro il "nonno", quest'ultimo riesce a sedarlo e a ottenere una temporanea vittoria. Il giorno successivo si reca al liceo di West Philly, dove insegna Eugene, per costringerlo a combattere, ma la scuola viene assalita da altri mostri carnivori; i due collaborano per fermarli e dopo averlo fatto stabiliscono una tregua. Toxin, da questo momento, si dimostra disposto a rischiare il suo ospite umano per arrivare al simbionte Venom.

## Poteri e abilità
Toxin possiede sia le abilità di Venom che di Carnage, ma può vantare un potenziale estremamente più alto dei suoi predecessori. Come il nonno è in grado di cambiare il proprio colore, camuffandosi con l'ambiente esterno, e come il padre può usare la propria massa per creare oggetti solidi, quali armi da lancio. Presenta una forza fisica eccezionale, dimostrando di poter sollevare oltre cinquecento tonnellate, e può aumentare la propria massa incrementando conseguentemente la propria potenza. Ha due forme: una che assomiglia a Spider-Man e un'altra che costituisce la fusione fra Venom e Carnage; come questi può arrampicarsi sui muri e usa dei filamenti del suo simbionte per volteggiare o può usare ragnatele organiche, ma più ne usa più perde parte della sua massa simbiotica determinando un forte indebolimento fisico (a cui però può rimediare rigenerando rapidamente tale massa). Come tutti i simbionti è estremamente resistente, eccetto che al calore e al suono (a differenza della sua controparte anti-toxin), possiede un buon fattore rigenerante ed è dotato di agilità, velocità e riflessi nettamente superiori a quelli di un uomo, potenziati anche dal fatto che a controllarlo sia un poliziotto specializzato nel combattimento corpo a corpo; quando però era fuso con Eddie Brock utilizzava invece uno stile più selvaggio.

## Altri media

### Cinema
- Patrick Mulligan appare nei film del Sony's Spider-Man Universe, interpretato da Stephen Graham e doppiato da Alessandro Quarta.
  - Il personaggio fa la sua prima apparizione nel film Venom - La furia di Carnage (2021), e viene presentato come un detective incaricato di indagare sugli omicidi di Cletus Kasady. Nel corso del film, il personaggio si troverà più volte ad interagire con Eddie Brock e, nel finale, verrà rapito dalla supercriminale Shriek (Frances Barrison) che apparentemente lo uccide poco prima di morire lei stessa nel duro scontro finale tra Venom (Eddie Brock) e Carnage (Cletus Kasady), ma un pezzo di simbionte lo salva risvegliandolo misteriosamente con degli occhi blu, facendo intuire la sua futura trasformazione in Toxin.
  - Patrick Mulligan riappare nuovamente nel film Venom: The Last Dance (2024) dove, sopravvissuto grazie al simbionte, viene portato dall'esercito nell'Area 51, all'interno della quale vi è una divisione che studia i simbionti. Il simbionte di Mulligan aiuta gli scienziati e i militari, avvertendoli che le Xenophage di Knull stanno per arrivare per uccidere Venom e prendere la chiave per liberare il loro creatore. Mulligan e il simbionte muoiono uccisi da una Xenophage.

### Videogiochi
Bren Waters compare in Marvel Future Fight.